# Zagozda
Zagozda (tudi klin) je v mehaniki enostavna naprava, običajno v obliki tristrane prizme. Zagozda služi za razdvojitev dveh teles ali za cepljenje enega (sekira). Sila za razdvajanje je odvisna od kota zagozde.
V strojništvu pa je zagozda strojni del, ki omogoča razstavljive strojne zveze. Običajno je uporabljena bradata zagozda, ki ima del, ki omogoča izbijanje zagozde.